# Harald Christian Nielsen

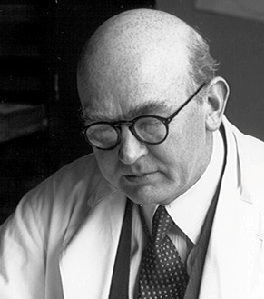
Harald Nielsen (1950)

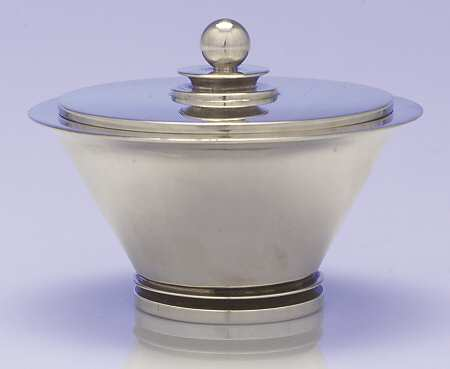
Zuckerdose aus der Produktlinie Pyramid

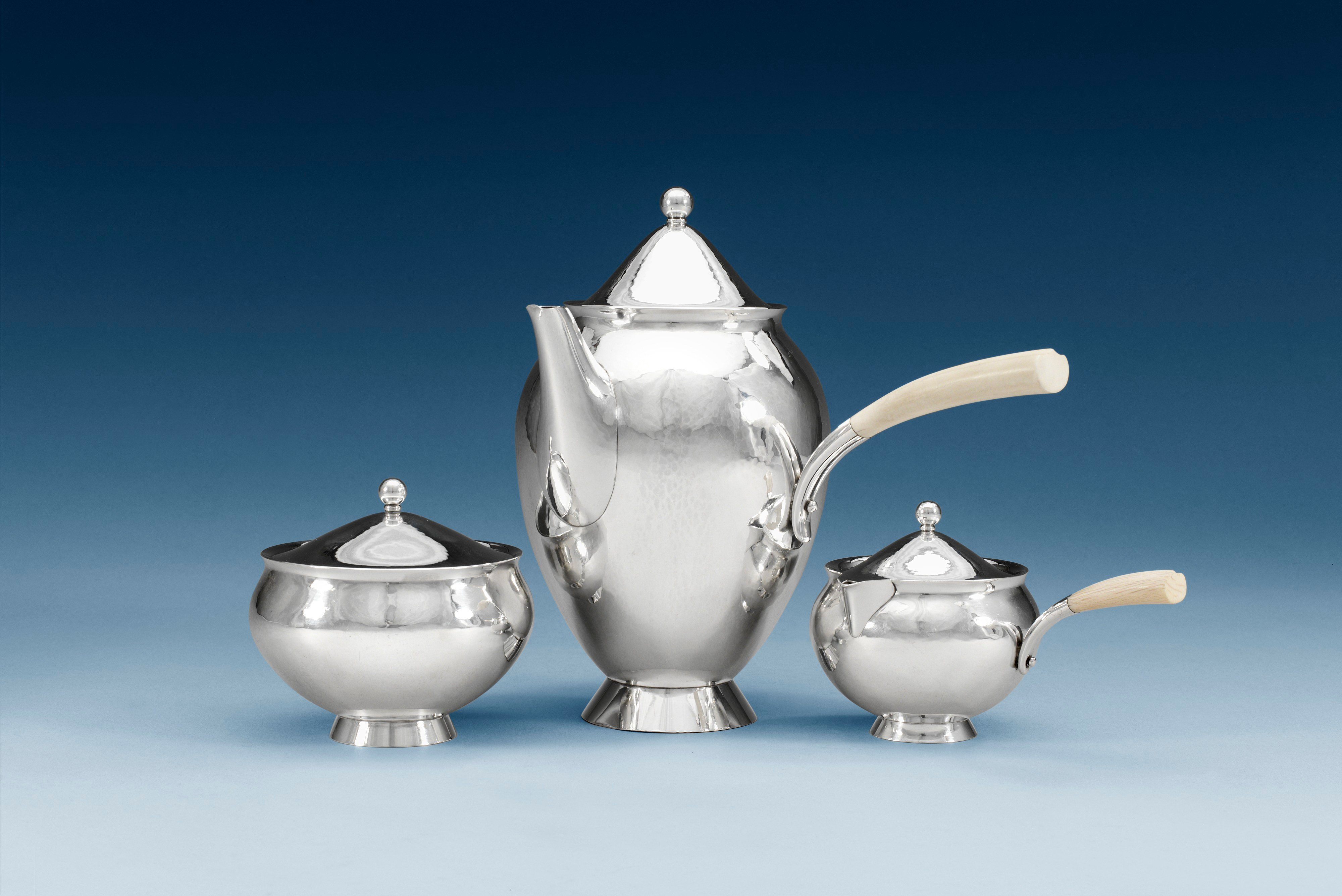
Silberarbeit von Nielsen

Harald Nielsen (* 20. Juli 1892 in Bårse, Vordingborg Kommune; † 22. Dezember 1977 in Hellerup) war ein dänischer Silberdesigner für Georg Jensen. Er war in den 1920er- und 1930er-Jahren einer der führenden Designer des Unternehmens und Jensens engster Mitarbeiter. Einer seiner bekanntesten Entwürfe ist die Produktlinie Pyramid ab 1926.

## Leben
Nielsen wurde als jüngstes Kind des Pfarrers Søren Nielsen und Lydia Kold geboren. Sein Vater starb, als er erst ein Jahr alt war, und seine Mutter zog die Familie nach Kopenhagen. Er wollte Maler zu werden, was die wirtschaftliche Situation der Familie nicht erlaubte. Seine älteste Schwester Johanne heiratete 1907 Georg Jensen. 1909 begann Nielsen eine Lehre in der Silberwerkstatt seines Schwagers. Schon als Lehrling schuf Nielsen die Zeichnungen für einen der Kataloge der Werkstatt. 
Er begann bald, eigene Designs zu kreieren und seinen eigenen Stil zu entwickeln.
1958 wurde er zum stellvertretenden Direktor des Unternehmens ernannt. Er ging 1962 in den Ruhestand, blieb aber bis 1967 künstlerischer Berater.

## Werk
Nielsen entwarf hauptsächlich Korpusware. Seine Werke zeichnen sich durch einen raffinierten Sinn für Stil aus.
Er entwarf auch zwei Bestecksets, das dem dem Art déco zuzurechnende Pyramid (Pyramidemønster) (1926) und Dobbeltriflet (1947). Hinzu kamen Schmuckstücke.

## Ausstellungen
1925 waren seine Werke Teil von Georg Jensens Beitrag zur Exposition internationale des Arts Décoratifs et industriels modernes in Paris. 
Nielsens Werke sind unter anderem im Designmuseum Danmark vertreten.